# Eskilsby och Snugga
Eskilsby och Snugga är en av SCB avgränsad och namnsatt tätort i Härryda kommun som ligger cirka 11 kilometer söder om Landvetter på den norra stranden av Västra Ingsjön. År 1990 klassades orten som småort med namnet  Snugga + Eskilsby. Orten är kommunöverskridande och delar av den tillhör Marks och Mölndals kommuner.
Eskilsby är känt sedan 1550-talet. Där finns idag förskola och grundskola upp till år 2.

## Befolkningsutveckling
| Befolkningsutvecklingen i Eskilsby och Snugga 1990–2020            | Befolkningsutvecklingen i Eskilsby och Snugga 1990–2020 | Befolkningsutvecklingen i Eskilsby och Snugga 1990–2020 | Befolkningsutvecklingen i Eskilsby och Snugga 1990–2020 | Befolkningsutvecklingen i Eskilsby och Snugga 1990–2020 |
| ------------------------------------------------------------------ | ------------------------------------------------------- | ------------------------------------------------------- | ------------------------------------------------------- | ------------------------------------------------------- |
|                                                                    |                                                         |                                                         |                                                         |                                                         |
| År                                                                 |                                                         |                                                         | Folkmängd                                               | Areal (ha)                                              |
| 1990                                                               | 1990                                                    |                                                         | 187                                                     | 34#                                                     |
| 1995                                                               | 1995                                                    |                                                         | 216                                                     | 65                                                      |
| 2000                                                               | 2000                                                    |                                                         | 207                                                     | 65                                                      |
| 2005                                                               | 2005                                                    |                                                         | 219                                                     | 67                                                      |
| 2010                                                               | 2010                                                    |                                                         | 220                                                     | 67                                                      |
| 2015                                                               | 2015                                                    |                                                         | 251                                                     | 87                                                      |
| 2018                                                               | 2018                                                    |                                                         | 256                                                     | 87                                                      |
| 2020                                                               | 2020                                                    |                                                         | 260                                                     | 87                                                      |
| Anm.: Ny tätort 1995. Sammanvuxen med Stjärnås 2015. # Som småort. |                                                         |                                                         |                                                         |                                                         |